# Sadikh bey Agabeyov
Sadikh bey Agabeyov (en azéri : Sadıx bəy Ağabəyov), né le 15 mars 1865 à Göyçay et mort le 9 octobre 1944 à Lviv, est un général azerbaïdjanais de l'Armée impériale russe et un politicien azerbaïdjanais en République démocratique d'Azerbaïdjan, fondateur et réformateur de la police azerbaïdjanaise, Vice-Ministre de l'intérieur de la République démocratique d'Azerbaïdjan, général de division, orientaliste.

## Biographie
Sadikh bey Agabeyov est né le 15 mars 1865 à Göyçay, dans le gouvernement de Bakou. En 1883, il est diplômé de l'école réale de Bakou et poursuit ses études à l'École d'artillerie Constantin. En 1896, réussissant les examens, il est admis à l'Institut de langues orientales de Saint-Pétersbourg à l'état-major général. Après avoir été diplômé de cet institut, en 1899, il a été envoyé au Turkestan pour un nouveau service militaire. En 1913, Sadikh bey a pris sa retraite de l'armée dans le grade de major général en raison de la maladie.

## Carrière politique
Par décision du gouvernement de la république démocratique d'Azerbaïdjan, le 23 octobre 1918, Sadikh bey a été nommé vice-ministre des affaires intérieures de l'Azerbaïdjan. Son mandat a duré jusqu'en décembre 1919. Sadikh Bey était un réformateur du système judiciaire en Azerbaïdjan,.